# Andreas Zumach

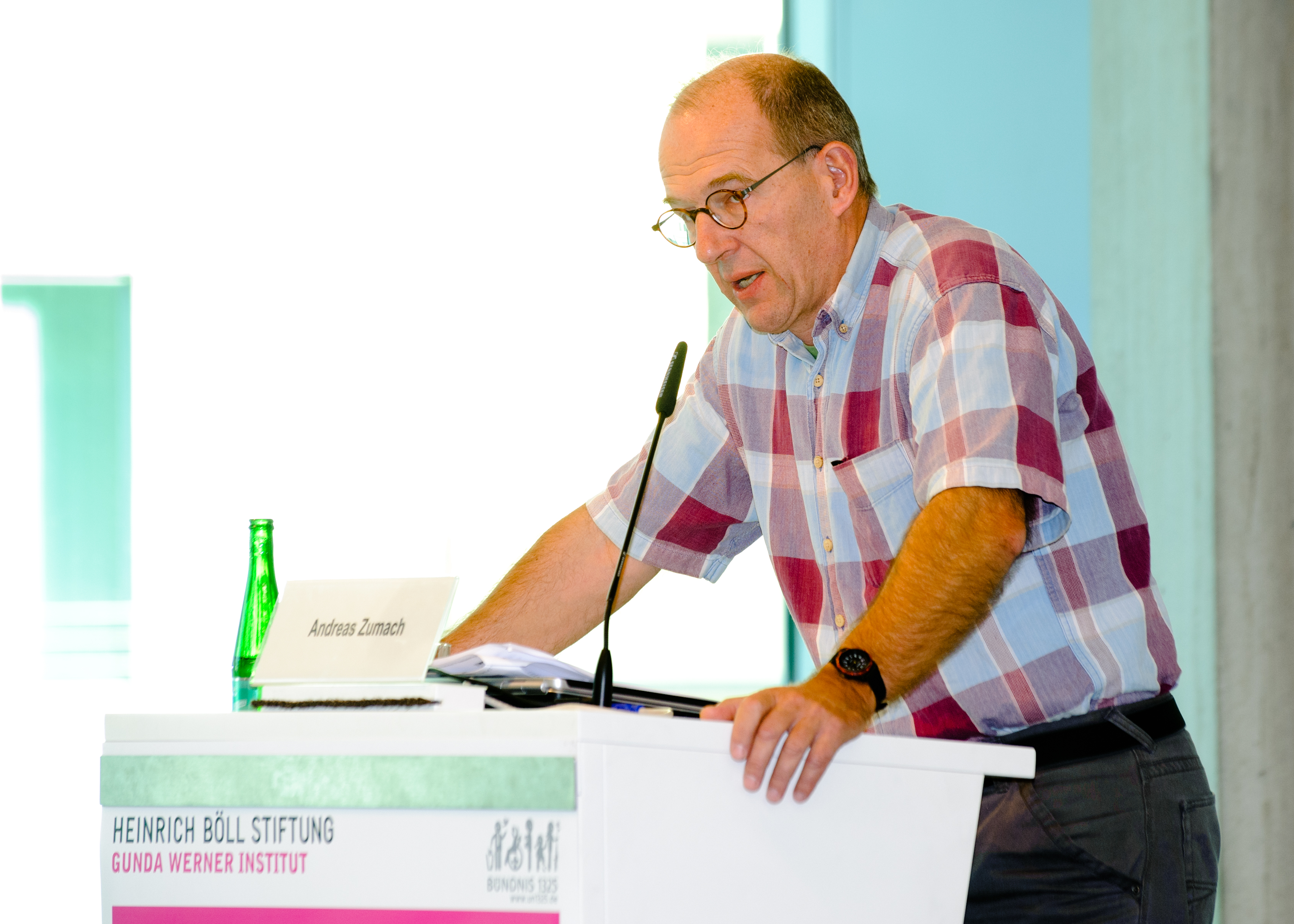
Andreas Zumach (2010)

Andreas Zumach (* 30. Juli 1954 in Köln) ist ein deutscher Journalist und Publizist. Er gilt als Experte für internationale Beziehungen und Konflikte. Von 1988 bis 2020 war er Schweiz- und UN-Korrespondent für die tageszeitung (taz) mit Sitz am europäischen Hauptsitz der Vereinten Nationen in Genf. Er arbeitet als freier Korrespondent für deutsch- und englischsprachige Print- und Rundfunkmedien. Als dezidierter Pazifist befasst er sich schwerpunktmäßig mit Sicherheits- und Friedenspolitik, UNO, OSZE, Rüstungskontrolle und Menschenrechten.

## Leben
Andreas Zumach ist Sohn der Lehrerin Hildegard Zumach (1926–2021). Er wuchs zunächst in Köln und später in Bergisch Gladbach auf. Er besuchte ab September 1968 das Internatsgymnasium Evangelische Landesschule zur Pforte in Meinerzhagen und legte dort 1973 das Abitur ab. Danach absolvierte er als Kriegsdienstverweigerer einen zweijährigen zivilen Ersatzdienst mit der Aktion Sühnezeichen bei der Landarbeitergewerkschaft United Farm Workers (UFW) in den USA. Seine dort gewonnenen Erfahrungen mit dem Instrument Konsumentenboykott wandte er nach seiner Rückkehr nach Deutschland in Initiativen gegen den Babymilchpulver-Hersteller Nestlé an. Gemeinsam mit seiner Mutter widmete er sich anschließend dem Kampf gegen die Apartheid in Südafrika. Seine Mutter war von 1972 bis 1992 Generalsekretärin der Evangelischen Frauenarbeit in Deutschland.
Zumach studierte von 1975 bis 1979 an der Universität Köln Sozialarbeit, Volkswirtschaft und Journalismus.
In den Jahren 1979 bis 1981 arbeitete er als Redakteur für die Zeitung Die Neue in Berlin (West). In den 1980er Jahren war er Sprecher von Organisationen der westdeutschen Friedensbewegung und an der Organisation der Friedensdemonstration im Bonner Hofgarten 1981 und der Friedensaktionen von 1983 beteiligt.
Von 1988 bis 2020 war er Schweiz- und UN-Korrespondent für die tageszeitung (taz) mit Sitz am europäischen Hauptsitz der Vereinten Nationen in Genf.

## Schwerpunkte
Als Journalist beschäftigt sich Zumach schwerpunktmäßig mit Themen des Völkerrechts und der UNO, der Menschenrechtspolitik, der Sicherheitspolitik, der Flüchtlings- und Asylpolitik, der Rüstungskontrolle und internationalen Organisationen.
Zu internationalen Konflikten befasste er sich unter anderem mit Syrien, Irak, Afghanistan, der Ukraine und mit dem internationalen Terrorismus.
Zur Rüstungspolitik analysierte er die Rüstungsproduktion in Deutschland, Strukturen der Rüstungsindustrie, die rechtlichen Grundlagen für Rüstungsexporte und politische Interessen hinter Rüstungsproduktionen und Rüstungsexporten, darüber hinaus die wirtschaftliche und arbeitsmarktpolitische Bedeutung von Rüstungsproduktionen und -exporten; Dual-Use-Güter, Drittländer-Ausschlusslisten, Hermesbürgschaften, die Rolle von Gewerkschaften, Kirchen und politischen Parteien.
Zu militärischen Fragen befasste er sich mit Atomwaffen, Auslandseinsätzen der Bundeswehr, Drohneneinsätzen, auch den so genannten Drohnenmorden.
Zu Europa stand die Frage im Vordergrund, ob die Europäische Union eine Zivilmacht oder Militärunion mit geopolitischen Ambitionen sei oder werden solle.

## Preise und Auszeichnungen
- 1998 Goldpreis „Excellenz im Journalismus“ des Verbandes der UNO-Korrespondenten in New York (UNCA) für DLF-Radiofeature „UNO: Reform oder Kollaps“ vom 24. Oktober 1997, überreicht von Generalsekretär Kofi Anan
- 2004 Kant-Weltbürgerpreis
- 2009 Göttinger Friedenspreis

## Funktionen und Mitgliedschaften
- Zumach war von 1976 bis 1986 Mitglied der SPD. Er trat aus, weil er die Haltung sozialdemokratischer Spitzenpolitiker in der Asylrechtsdiskussion ablehnte.[6]
- Zeitweise war er Mitglied der Sicherheitspolitischen Kommission beim Parteivorstand der SPD.[7]
- Von 1981 bis 1987 war er als Referent bei der Aktion Sühnezeichen Friedensdienste tätig. In dieser Funktion war er für die Organisation der ab 1981 abgehaltenen Bonner Friedensdemonstrationen verantwortlich und fungierte als Sprecher des Koordinationsausschusses der bundesweiten Friedensbewegung.
- Zumach ist unter anderem aktiv im Beirat des Vereins Bündnis für Gerechtigkeit zwischen Israelis und Palästinensern.[8]
- Er war bis 2022 Jury-Vorsitzender für den Göttinger Friedenspreis.[9]
- Von 1969 bis 2022 nahm er am Deutschen Evangelischen oder Ökumenischen Kirchentag teil

## Themen und Kontroversen

### Israel und Palästina
In einem Vortrag am 7. November 2018 an der Universität München zum Thema „Israel, Palästina und die Grenzen des Sagbaren“ stellte Zumach seine Auffassung zur Besatzungspolitik Israels dar: „Die völkerrechtswidrige Besatzungspolitik der israelischen Regierung ist die größte Gefahr für eine gesicherte und auf Dauer unbedrohte Existenz des Staates Israel.“ Die Süddeutsche Zeitung gab Inhalte des Vortrags fehlerhaft wieder. Zumach bewirkte daher eine einstweilige Verfügung. Die SZ musste daraufhin eine Gegendarstellung Zumachs veröffentlichen. Diese wurde von der Redaktion der SZ auch inhaltlich bestätigt: „Herr Zumach hat Recht. Die Redaktion.“ Die einstweilige Verfügung des Landgerichts Berlin untersagt zudem die Falschbehauptung, Zumach habe über Israel gesagt, „ein Staat, der für sich reklamiert, jüdisch zu sein, kann kein demokratischer Staat sein“.
Im Jahr 2023 sagte Zumach ebenso wie Konrad Raiser seine Teilnahme am evangelischen Kirchentag ab, weil dessen Präsidium unter Vorsitz von Kirchentagspräsident Thomas de Maiziere seinen Beschluss zum Verbot der Nakba-Ausstellung bekräftigte, die seit 2009 auf fünf Evangelischen Kirchentagen gezeigt worden war. Nach Darstellung von Zumach wurde diese „Zensurmaßnahme“ durch unbelegte Pauschalvorwürfe, Falschaussagen und Verleumdungen Dritter über die Ausstellung gestützt. Die Kommunikation wurde von Zumach dokumentiert und in Teilen veröffentlicht.

### Europäische Sicherheitspolitik
Zumach äußerte 2019, die EU stelle sich gern als Friedensprojekt dar, aber sie betreibe eine genauso harte Interessenpolitik wie die USA und zunehmend auch China. Die in diesem Zusammenhang thematisierte Gründung einer europäischen Militärmacht sieht Zumach kritisch. Er sieht gute Gründe für die Überlegung, ob die EU nicht besser auf eine größere Handlungsfähigkeit der UNO hinwirken sollte. „Eine UNO-Armee mit einem klaren Mandat wäre meines Erachtens weltweit akzeptabler, als wenn die EU als neue interessengeleitete Militärmacht auftreten würde, wie bisher die USA oder die Nato.“ Eine europäische Armee sei eine enorme Verschwendung von Ressourcen, die dann für andere wichtige Zwecke fehlen würden.

### NATO
Zumach kritisierte im Januar 2022 die Osterweiterung der NATO. Die „legitimen Sicherheitsinteressen“ ihrer Mitgliedsstaaten rechtfertigten militärische Manöver der NATO in der Nähe zur russischen Grenze wie auch die ständige Stationierung von 7.000 „rotierenden“ NATO-Soldaten in Polen und den drei baltischen Staaten. Russland werde jedoch der Anspruch auf legitime Sicherheitsinteressen verwehrt.  Die westlichen Staaten machten sich sehr unglaubwürdig, wenn sie zwar Russlands Bestrebungen zur Ausweitung seiner Einflusssphären kritisieren, aber die mit der NATO-Osterweiterung vollzogene Ausweitung ihrer eigenen Einflusssphären „unterschlagen oder schönreden“.
Nur wenn die westlichen Staaten diese Haltung aufgeben, ihre Mitverantwortung für die Verschlechterung der Beziehungen zu Russland anerkennen und daraus auch praktische politische Konsequenzen für die künftige Gestaltung dieser Beziehungen ziehen, besteht eine Chance, für deren dauerhafte Verbesserung und damit für Stabilität und Kooperation auf dem gemeinsamen eurasischen Kontinent.
Im Strategischen Konzept der Nato vom Juni 2022 wird Russland als Hauptrisikofaktor benannt. Die Rückstufung Russlands vom Partner zum Gegner sei, so Zumach, lange vor dem Ukrainekrieg geplant worden. Daneben werden „Herausforderungen“ Chinas erwähnt, die nach Einschätzung Zumachs zu strategischen Kontroversen führen werden, zumal die Formulierung umstritten war und eine härtere nur durch Deutschland und Frankreich verhindert wurde.

## Schriften
- Vereinte Nationen. rororo, Nr. 6375 – rororo-Special, Rowohlt, Reinbek bei Hamburg 1995, ISBN 3-499-16375-6.
- Gemeinsam mit Hans-Christof von Sponeck: Irak – Chronik eines gewollten Krieges. KiWi, Nr. 776, Kiepenheuer & Witsch, Köln 2003, ISBN 3-462-03255-0.
- Die kommenden Kriege. Ressourcen, Menschenrechte, Machtgewinn – Präventivkrieg als Dauerzustand? KiWi, Nr. 912, Kiepenheuer & Witsch, Köln 2005, ISBN 3-462-03641-6.
- Militärmacht Deutschland – Wohin marschiert die Bundeswehr? Brandes & Apsel, Frankfurt am Main 2011, ISBN 978-3-86099-688-1.
- Globales Chaos – machtlose UNO. Ist die Weltorganisation überflüssig geworden? Rotpunktverlag, Zürich 2015, ISBN 978-3-85869-644-1.
- Reform oder Blockade. Welche Zukunft hat die UNO? Rotpunktverlag, Zürich 2021, ISBN 978-3-85869-911-4.